# Championnat d'Islande de football
Le championnat d'Islande de football, aussi appelé Besta Deildin (Meilleure ligue masculine) ou Úrvalsdeild karla í knattspyrnu (Première ligue masculine de football) est une compétition annuelle de football disputée entre les clubs islandais. Il a été créé en 1912 et il s'agit de la plus haute division de football masculin en Islande.
En raison de la rudesse des hivers islandais, il se déroule durant le printemps et l'été. Depuis 2008, il est disputé par 12 clubs. L'UEFA classe ce championnat au 35e rang européen.
Le championnat d'Islande de football s'appelle le Besta Deildin. Cette nouvelle appellation remplace l'ancienne, Pepsi Deildin.
Chacun des douze clubs composant cette division se rencontrent deux fois pendant la saison, une fois à domicile, une fois à l'extérieur. À la fin de chaque saison, les deux derniers clubs sont automatiquement relégués en 1. deild karla (deuxième division), les deux premiers clubs de ce dernier étant promus dans le championnat d'Islande de football.
Le club le plus titré est le KR Reykjavik avec 27 championnats remportés. Le Valur Reykjavík vient ensuite avec 23 titres, puis le ÍA Akranes et le Fram Reykjavík avec 18 titres chacun.

## Palmarès
| Saison | Champion                 |
| ------ | ------------------------ |
| 1912   | KR Reykjavik (1)         |
| 1913   | Fram Reykjavík (1)       |
| 1914   | Fram Reykjavík (2)       |
| 1915   | Fram Reykjavík (3)       |
| 1916   | Fram Reykjavík (4)       |
| 1917   | Fram Reykjavík (5)       |
| 1918   | Fram Reykjavík (6)       |
| 1919   | KR Reykjavik (2)         |
| 1920   | Víkingur Reykjavík (1)   |
| 1921   | Fram Reykjavík (7)       |
| 1922   | Fram Reykjavík (8)       |
| 1923   | Fram Reykjavík (9)       |
| 1924   | Víkingur Reykjavík (2)   |
| 1925   | Fram Reykjavík (10)      |
| 1926   | KR Reykjavik (3)         |
| 1927   | KR Reykjavik (4)         |
| 1928   | KR Reykjavik (5)         |
| 1929   | KR Reykjavik (6)         |
| 1930   | Valur Reykjavík (1)      |
| 1931   | KR Reykjavik (7)         |
| 1932   | KR Reykjavik (8)         |
| 1933   | Valur Reykjavík (2)      |
| 1934   | KR Reykjavik (9)         |
| 1935   | Valur Reykjavík (3)      |
| 1936   | Valur Reykjavík (4)      |
| 1937   | Valur Reykjavík (5)      |
| 1938   | Valur Reykjavík (6)      |
| 1939   | Fram Reykjavík (11)      |
| 1940   | Valur Reykjavík (7)      |
| 1941   | KR Reykjavik (10)        |
| 1942   | Valur Reykjavík (8)      |
| 1943   | Valur Reykjavík (9)      |
| 1944   | Valur Reykjavík (10)     |
| 1945   | Valur Reykjavík (11)     |
| 1946   | Fram Reykjavík (12)      |
| 1947   | Fram Reykjavík (13)      |
| 1948   | KR Reykjavik (11)        |
| 1949   | KR Reykjavik (12)        |
| 1950   | KR Reykjavik (13)        |
| 1951   | ÍA Akranes (1)           |
| 1952   | KR Reykjavik (14)        |
| 1953   | ÍA Akranes (2)           |
| 1954   | ÍA Akranes (3)           |
| 1955   | KR Reykjavik (15)        |
| 1956   | Valur Reykjavík (12)     |
| 1957   | ÍA Akranes (4)           |
| 1958   | ÍA Akranes (5)           |
| 1959   | KR Reykjavik (16)        |
| 1960   | ÍA Akranes (6)           |
| 1961   | KR Reykjavik (17)        |
| 1962   | Fram Reykjavík (14)      |
| 1963   | KR Reykjavik (18)        |
| 1964   | ÍBK Keflavík (1)         |
| 1965   | KR Reykjavik (19)        |
| 1966   | Valur Reykjavík (13)     |
| 1967   | Valur Reykjavík (14)     |
| 1968   | KR Reykjavik (20)        |
| 1969   | ÍBK Keflavík (2)         |
| 1970   | ÍA Akranes (7)           |
| 1971   | ÍBK Keflavík (3)         |
| 1972   | Fram Reykjavík (15)      |
| 1973   | ÍBK Keflavík (4)         |
| 1974   | ÍA Akranes (8)           |
| 1975   | ÍA Akranes (9)           |
| 1976   | Valur Reykjavík (15)     |
| 1977   | ÍA Akranes (10)          |
| 1978   | Valur Reykjavík (16)     |
| 1979   | ÍBV Vestmannaeyjar (1)   |
| 1980   | Valur Reykjavík (17)     |
| 1981   | Víkingur Reykjavík (3)   |
| 1982   | Víkingur Reykjavík (4)   |
| 1983   | ÍA Akranes (11)          |
| 1984   | ÍA Akranes (12)          |
| 1985   | Valur Reykjavík (18)     |
| 1986   | Fram Reykjavík (16)      |
| 1987   | Valur Reykjavík (19)     |
| 1988   | Fram Reykjavík (17)      |
| 1989   | KA Akureyri (1)          |
| 1990   | Fram Reykjavík (18)      |
| 1991   | Víkingur Reykjavík (5)   |
| 1992   | ÍA Akranes (13)          |
| 1993   | ÍA Akranes (14)          |
| 1994   | ÍA Akranes (15)          |
| 1995   | ÍA Akranes (16)          |
| 1996   | ÍA Akranes (17)          |
| 1997   | ÍBV Vestmannaeyjar (2)   |
| 1998   | ÍBV Vestmannaeyjar (3)   |
| 1999   | KR Reykjavik (21)        |
| 2000   | KR Reykjavik (22)        |
| 2001   | ÍA Akranes (18)          |
| 2002   | KR Reykjavik (23)        |
| 2003   | KR Reykjavik (24)        |
| 2004   | FH Hafnarfjörður (1)     |
| 2005   | FH Hafnarfjörður (2)     |
| 2006   | FH Hafnarfjörður (3)     |
| 2007   | Valur Reykjavík (20)     |
| 2008   | FH Hafnarfjörður (4)     |
| 2009   | FH Hafnarfjörður (5)     |
| 2010   | Breiðablik Kopavogur (1) |
| 2011   | KR Reykjavik (25)        |
| 2012   | FH Hafnarfjörður (6)     |
| 2013   | KR Reykjavik (26)        |
| 2014   | Stjarnan (1)             |
| 2015   | FH Hafnarfjörður (7)     |
| 2016   | FH Hafnarfjörður (8)     |
| 2017   | Valur Reykjavik (21)     |
| 2018   | Valur Reykjavik (22)     |
| 2019   | KR Reykjavik (27)        |
| 2020   | Valur Reykjavik (23)     |
| 2021   | Víkingur Reykjavik (6)   |
| 2022   | Breiðablik Kopavogur (2) |
| 2023   | Víkingur Reykjavik (7)   |
| 2024   | Breiðablik Kopavogur (3) |

## Bilan
| Rang | Club                 | Titres | Années |
| ---- | -------------------- | ------ | --- |
| 1    | KR Reykjavik         | 27     | 1912, 1919, 1926, 1927, 1928, 1929, 1931, 1932, 1934, 1941, 1948, 1949, 1950, 1952, 1955, 1959, 1961, 1963, 1965, 1968, 1999, 2000, 2002, 2003, 2011, 2013, 2019 |
| 2    | Valur Reykjavík      | 23     | 1930, 1933, 1935, 1936, 1937, 1938, 1940, 1942, 1943, 1944, 1945, 1956, 1966, 1967, 1976, 1978, 1980, 1985, 1987, 2007, 2017, 2018, 2020                         |
| 3    | Fram Reykjavík       | 18     | 1913, 1914, 1915, 1916, 1917, 1918, 1921, 1922, 1923, 1925, 1939, 1946, 1947, 1962, 1972, 1986, 1988, 1990                                                       |
| 3    | ÍA Akranes           | 18     | 1951, 1953, 1954, 1957, 1958, 1960, 1970, 1974, 1975, 1977, 1983, 1984, 1992, 1993, 1994, 1995, 1996, 2001                                                       |
| 5    | FH Hafnarfjörður     | 8      | 2004, 2005, 2006, 2008, 2009, 2012, 2015, 2016 |
| 6    | Víkingur Reykjavík   | 7      | 1920, 1924, 1981, 1982, 1991, 2021, 2023 |
| 7    | ÍBK Keflavík         | 4      | 1964, 1969, 1971, 1973 |
| 8    | ÍBV Vestmannaeyjar   | 3      | 1979, 1997, 1998 |
| 8    | Breiðablik Kopavogur | 3      | 2010, 2022, 2024 |
| 10   | KA Akureyri          | 1      | 1989 |
| 10   | Stjarnan             | 1      | 2014 |

## Compétitions européennes

### Classement du championnat
Le tableau ci-dessous récapitule le classement d'Islande au coefficient UEFA depuis 1965. Ce coefficient par nation est utilisé pour attribuer à chaque pays un nombre de places pour les compétitions européennes ainsi que les tours auxquels les clubs doivent entrer dans la compétition.
| 32   | 33   | 33   | 33   | 32   |      |      |      |      |      |  |  |  |  |  |
| 1970 | 1971 | 1972 | 1973 | 1974 | 1975 | 1976 | 1977 | 1978 | 1979 |  |  |  |  |  |
| 32   | 32   | 32   | 32   | 32   | 31   | 31   | 32   | 31   | 31   |  |  |  |  |  |
| 1980 | 1981 | 1982 | 1983 | 1984 | 1985 | 1986 | 1987 | 1988 | 1989 |  |  |  |  |  |
| 32   | 33   | 31   | 32   | 32   | 32   | 31   | 31   | 30   | 30   |  |  |  |  |  |
| 1990 | 1991 | 1992 | 1993 | 1994 | 1995 | 1996 | 1997 | 1998 | 1999 |  |  |  |  |  |
| 29   | 29   | 27   | 26   | 25   | 26   | 30   | 32   | 30   | 34   |  |  |  |  |  |
| 2000 | 2001 | 2002 | 2003 | 2004 | 2005 | 2006 | 2007 | 2008 | 2009 |  |  |  |  |  |
| 35   | 33   | 34   | 36   | 38   | 36   | 37   | 39   | 37   | 36   |  |  |  |  |  |
| 2010 | 2011 | 2012 | 2013 | 2014 | 2015 | 2016 | 2017 | 2018 | 2019 |  |  |  |  |  |
| 39   | 40   | 41   | 40   | 37   | 36   | 35   | 35   | 35   | 39   |  |  |  |  |  |
| 2020 | 2021 | 2022 | 2023 | 2024 | 2025 |      |      |      |      |  |  |  |  |  |
| 46   | 52   | 52   | 48   | 41   | 33   |      |      |      |      |  |  |  |  |  |

Le tableau suivant affiche le coefficient actuel du championnat islandais.
| Rang | Pays                 | 2020-2021 | 2021-2022 | 2022-2023 | 2023-2024 | 2024-2025 | Coefficient |
| ---- | -------------------- | --------- | --------- | --------- | --------- | --------- | ----------- |
| 31   | République d'Irlande | 1,875     | 2,875     | 3,375     | 1,500     | 5,343     | 14,968      |
| 32   | Moldavie             | 1,375     | 5,250     | 3,750     | 2,000     | 2,000     | 14,500      |
| 33   | Islande              | 0,625     | 1,500     | 3,000     | 3,833     | 4,562     | 13,520      |
| 34   | Bosnie-Herzégovine   | 2,625     | 1,625     | 2,000     | 2,250     | 4,531     | 13,031      |
| 35   | Arménie              | 1,375     | 1,875     | 2,375     | 2,250     | 4,375     | 12,250      |

### Coefficient UEFA des clubs
| Rang | Club               | 2020-2021 | 2021-2022 | 2022-2023 | 2023-2024 | 2024-2025 | Coefficient |
| ---- | ------------------ | --------- | --------- | --------- | --------- | --------- | ----------- |
| 149  | Víkingur Reykjavik | 1,000     | -         | 2,000     | 1,000     | 6,750     | 10,750      |
| 166  | Breiðablik         | 1,000     | 2,000     | 2,000     | 2,500     | 1,500     | 9,000       |
| 351  | Valur Reykjavik    | -         | 1,500     | -         | -         | 1,500     | 3,000       |